# America the Beautiful (hymne)
Pour les articles homonymes, voir America the Beautiful.
America the Beautiful est un hymne patriotique américain dont les paroles ont été écrites par Katharine Lee Bates sur une musique de Samuel A. Ward. Katharine Lee Bates l'écrivit d'abord comme un poème puis le publia dans The Congregationalist en 1895.

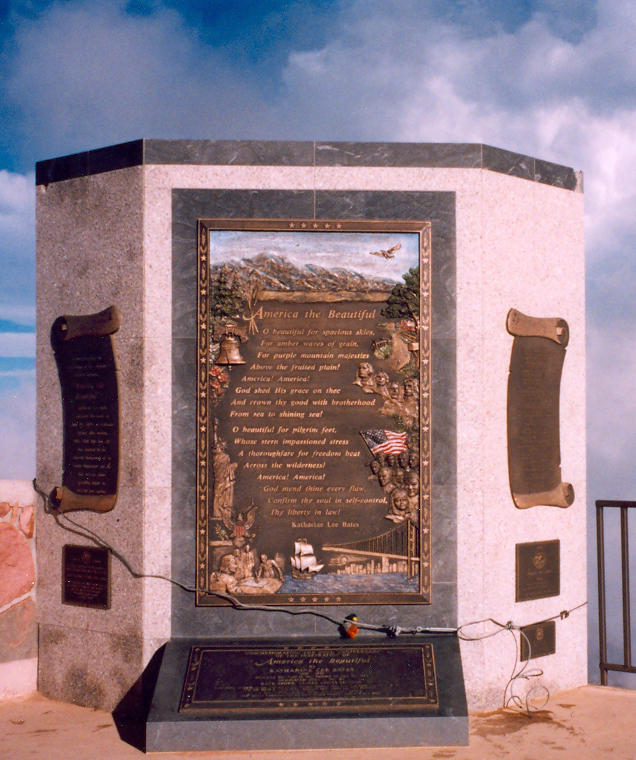
Plaque commémorative de l'hymne America the Beautiful au sommet du Pikes Peak (1999).

Cet hymne est couramment présent dans les recueils de chant des congrégations religieuses des États-Unis.

## Paroles
| O beautiful for spacious skies, For amber waves of grain, For purple mountain majesties Above the fruited plain! America! America! God shed his grace on thee And crown thy good with brotherhood From sea to shining sea! O beautiful for pilgrim feet Whose stern impassioned stress A thoroughfare of freedom beat Across the wilderness! America! America! God mend thine every flaw, Confirm thy soul in self-control, Thy liberty in law! O beautiful for heroes proved In liberating strife. Who more than self their country loved And mercy more than life! America! America! May God thy gold refine Till all success be nobleness And every gain divine! O beautiful for patriot dream That sees beyond the years Thine alabaster cities gleam Undimmed by human tears! America! America! God shed his grace on thee And crown thy good with brotherhood From sea to shining sea! | O, belle pour ces cieux vastes, Pour les vagues ambrées des champs, Pour la majesté des montagnes pourpre Sur les plaines fertiles ! Amérique ! Amérique ! Dieu a versé sur Toi Sa Grâce Et couronne Ton bien de fraternité De mer en mer étincelante ! O belle aux pieds du pèlerin Qui, d'une passion sévère, A tracé une voie de liberté À travers le désert ! Amérique ! Amérique ! Dieu corrige Tes fautes, Confirme la vigueur de Ton âme, Ta liberté en droit ! O belle pour les vrais héros Dans les conflits libérateurs, Qui, plus que soi, ont aimé leur pays Et la miséricorde plus que la vie ! Amérique ! Amérique ! Que Dieu raffine Ton or Que tout succès soit noblesse Et chaque gain divin ! O belle pour le rêve patriote Qui voit au-delà des années Que l'éclat de Tes villes d'albâtre N'est pas estompé par les larmes humaines ! Amérique ! Amérique ! Dieu a versé sur Toi Sa Grâce Et couronne Ton bien de fraternité De mer en mer étincelante ! |

## Contexte
Lorsque Richard Nixon visita la République populaire de Chine en 1972, cette chanson fut interprétée par un chœur d'enfants chinois en signe de bienvenue. La traduction littérale des idéogrammes chinois pour « États-Unis » est « Beau Pays », soit « Beautiful Country. »
Chaque année lors de grands événements sportifs aux États-Unis comme WrestleMania ou le Super Bowl, un artiste chante America The Beautiful avant le début du show ou du match.

## Artistes ayant interprétéAmerica the beautiful
- Le compositeur Carmen Dragon a proposé un arrangement fameux de ce titre[1] ;
- Ray Charles en 1972, en face B du single Look What They've Done to My Song, Ma, interprétation qui reçoit le Grammy Hall of Fame Award en 2005[2], et en 1976 pour le bicentenaire de la déclaration d'indépendance[réf. souhaitée];
- Elvis Presley a chanté cette chanson plusieurs fois sur scène en 1975 et 1976. En 1977, America the Beautiful sort en single en face B de My Way.
- Frank Sinatra[Quand ?] ;
- Mariah Carey lors de la finale de la NBA en juin 1990
- Le groupe Plus One, en 2001 ;
- Paul Hipp, pour le film Welcome to New York (Abel Ferrara, 2014)[3], puis en morceau bonus de son album The Remote Distance (2015) ;
- Sheléa, en 2013[4]